# Kārlis Skrastiņš
Kārlis Skrastiņš (9. juli 1974 i Riga i Lettiske SSR – 7. september 2011 i Jaroslavl i Rusland) var en professionel lettisk ishockey forsvarsspiller, som skulle have spillet for Lokomotiv Jaroslavl i Kontinental Hockey League.
Skrastiņš blev udvalgt under NHL Entry Draft i 1998 af Nashville Predators som 230. i niende runde. Han spillede for Nashville de næste fem sæsoner indtil han overførtes til Colorado Avalanche i 2003. Den 8. februar 2007 spillede han sin 487. kamp i træk og passerede Tim Horton i det længste playing streak for en forsvarsspiller i NHL's historie. Skrastiņš' streak endte med 495 kampe, da han sad en kamp over den 25. februar 2007 mod Anaheim Ducks med en knæskade. Det var kun anden gang i sin karriere han havde siddet en kamp over på grund af skader, hvilket var mod St. Louis Blues den 18. februar 2000 med en mindre skulderskade. Streaket gav ham tilnavnet "Ironman".
Den 2. juli 2009 underskrev Skrastiņš og Dallas Stars en to-årig kontrakt til 2,75 millioner dollars.
Kārlis Skrastiņš omkom den 7. september 2011 under et flystyrt i Rusland, hvor stort set hele Lokomotiv Jaroslavls spillerhold omkom.